# Désert côtier érythréen
Localisation
Le désert côtier érythréen est une écorégion terrestre définie par le WWF, appartenant au biome des déserts et terres arbustives xériques de l'écozone afrotropicale. Il couvre une partie de Djibouti et de l'Érythrée.

## Localisation et climat
Ce désert s'étend sur une étroite bande côtière dans le Debub-Keih-Bahri (région érythréenne du sud de la mer Rouge) et la région d'Obock à Djibouti jusqu'au détroit de Bab el-Mandeb. Il comprend une partie du désert Danakil et plusieurs archipels comme les Dahlak et les Sept Frères. Le climat est très chaud et sec en permanence avec des précipitations de moins de 100 mm/an et de fortes variations d'une année à l'autre. Le sol est surtout fait de régosol dans le prolongement des hauts plateaux abyssins. La côte comprend des plages sableuses, des bandes rocheuses et des récifs coralliens découverts à marée basse.

## Flore

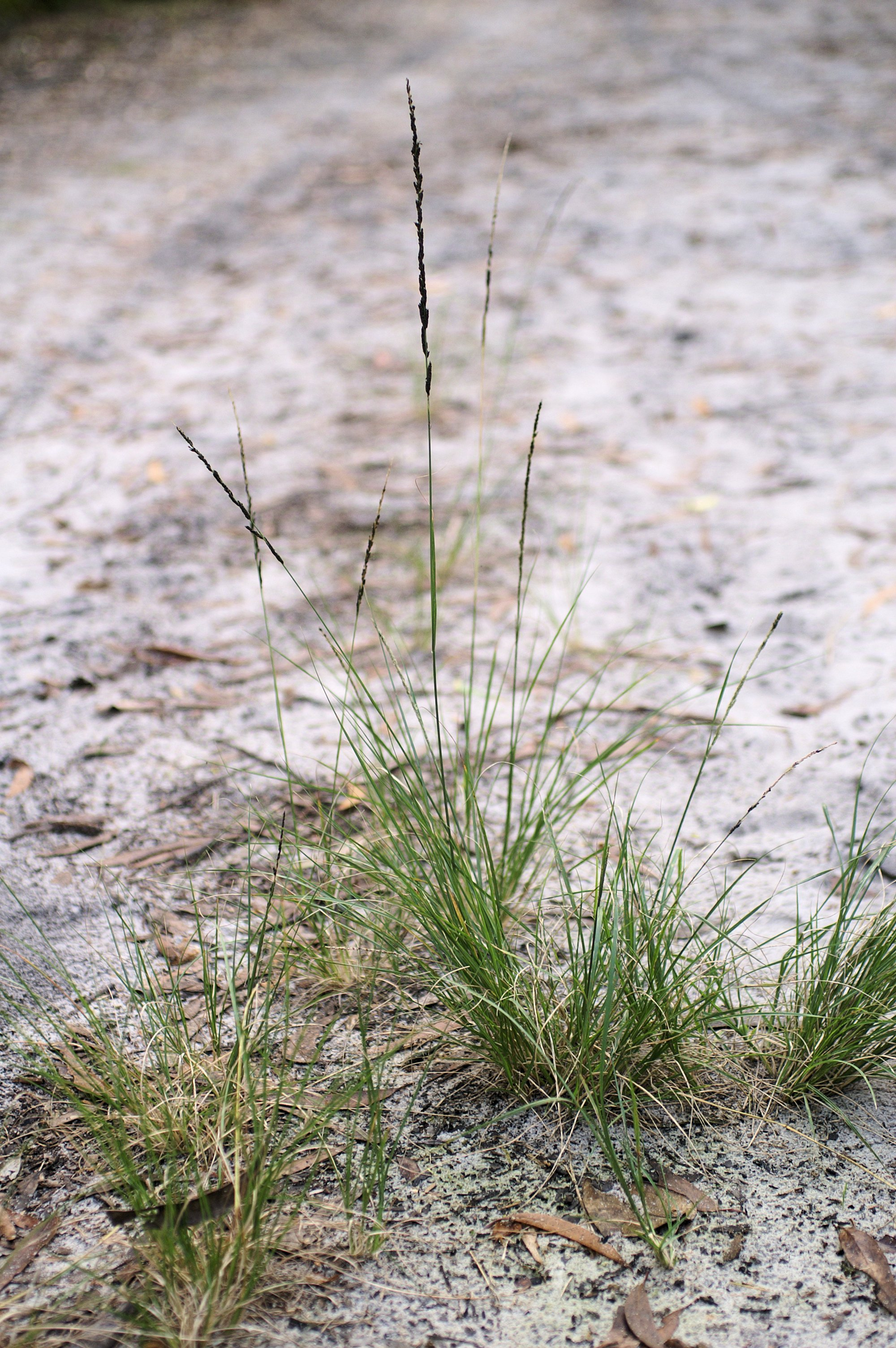
Sporobolus africanus, plante africaine transplantée en Australie, photographiée en mai 2011.

La végétation consiste le plus souvent en touffes d'herbes intermittentes qui surgissent après les pluies, avec quelques arbustes halophytes comme Tamarix nilotica. Panicum turgidum pousse dans les sables côtiers, Suaeda fructicosa dans les estuaires, Scaevola plumieri, Calotropis procera, Blepharis persica (en), Eragrostis ciliaris, Sporobolus sur les dunes mouvantes tandis que les dunes fixes ont une végétation permanente d'acacias, Commiphora et Grewia. La mangrove, très localisée, se rencontre dans les estuaires, notamment près d'Assab, avec une végétation caractéristique d’Avicennia marina. Vers l'intérieur des terres, les précipitations légèrement plus élevées permettent une végétation de buissons de Rhigozum somalense, Acacia tortilis et Caesalpinia, ménageant une transition vers les brousses et prairies xériques.

## Faune

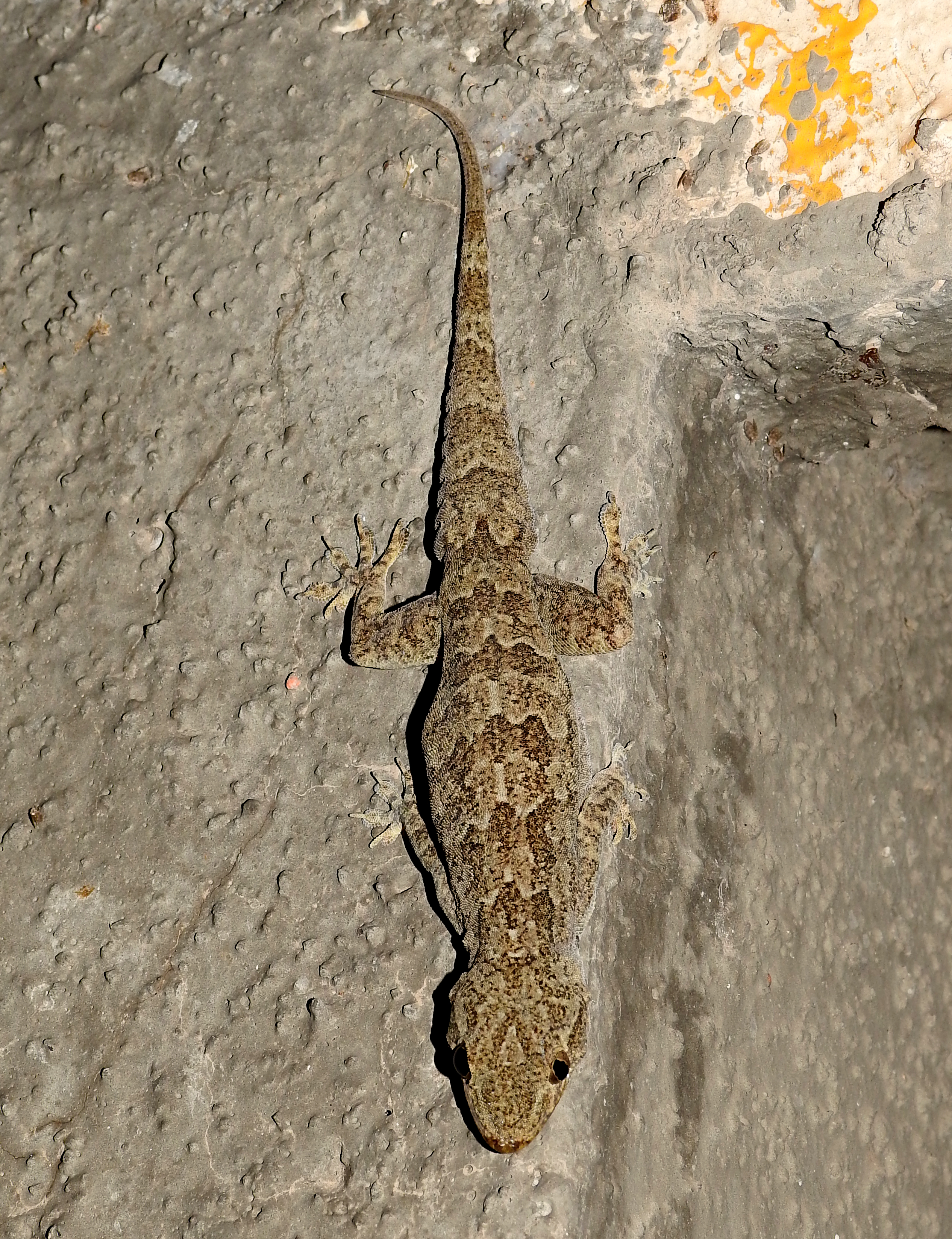
Gecko Hemidactylus flaviviridis photographié au Maharashtra (Inde) en août 2020.

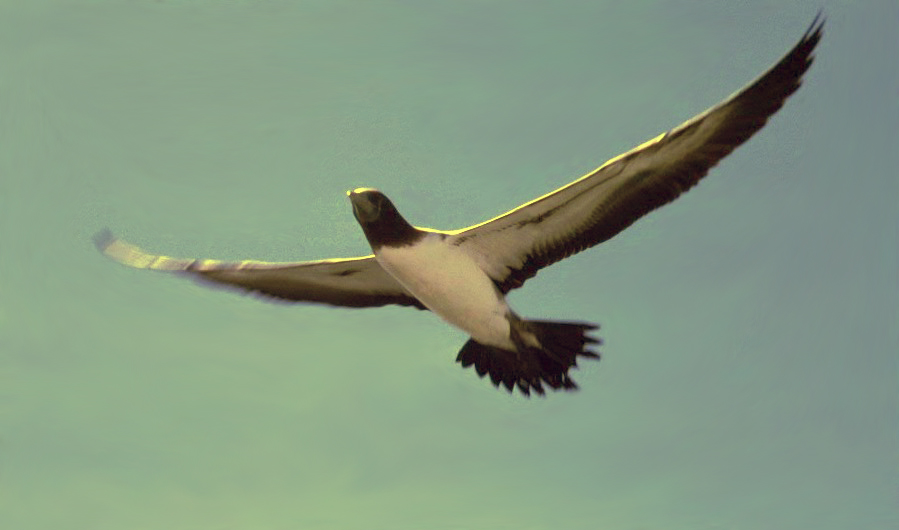
Fou brun (Sula leucogaster) photographié à Tromelin sur l'océan Indien en février 1981.

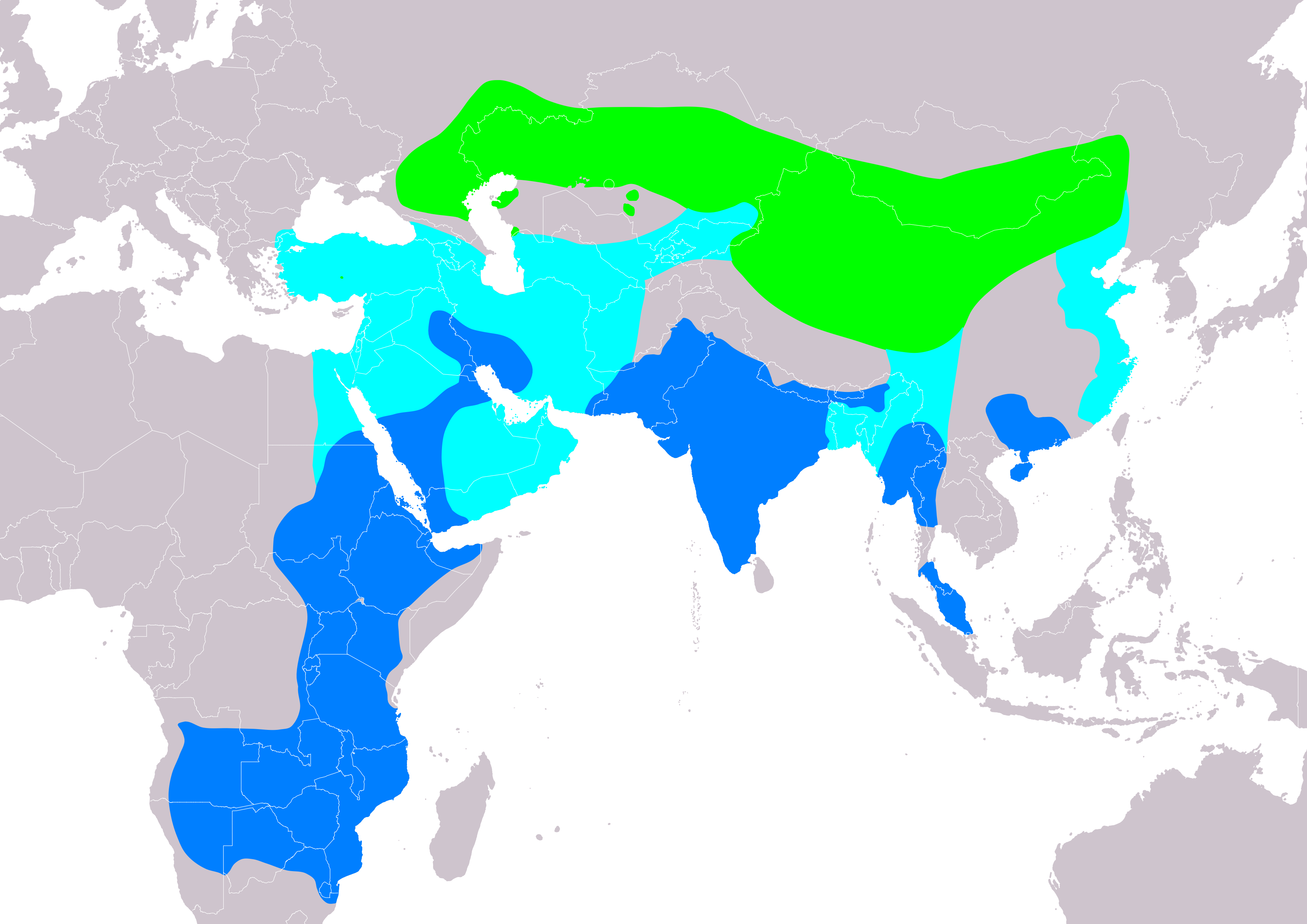
Aire d'extension de l'aigle des steppes (Aquila nipalensis) : séjour saisonnier et reproduction (vert), passage (bleu clair), séjour saisonnier non reproducteur (bleu foncé).

La faune terrestre est relativement pauvre. Parmi les grands mammifères, la gazelle dorcas est assez abondante ; on rencontre aussi la gazelle de Soemmering et le dik-dik de Salt.
Trois reptiles sont presque endémiques : le serpent Atractaspis leucomelas, le lézard Chalcides ragazzii et le gecko Hemidactylus flaviviridis.
Cette région est surtout importante comme aire de passage des oiseaux migrateurs. Chaque année, des centaines de milliers de rapaces venus de la zone paléarctique franchissent le Bab el-Mandeb ; on en compte 26 espèces dont les plus communes sont l'aigle des steppes et la buse variable ainsi que le milan noir (Milvus migrans).
Parmi les oiseaux aquatiques, on rencontre le héron strié, le pélican gris, le fou brun, le flamant rose, l'ibis sacré, la spatule blanche ; parmi les oiseaux terrestres, l'autruche d’Afrique (Struthio camelus).

## Exploitation humaine et protection

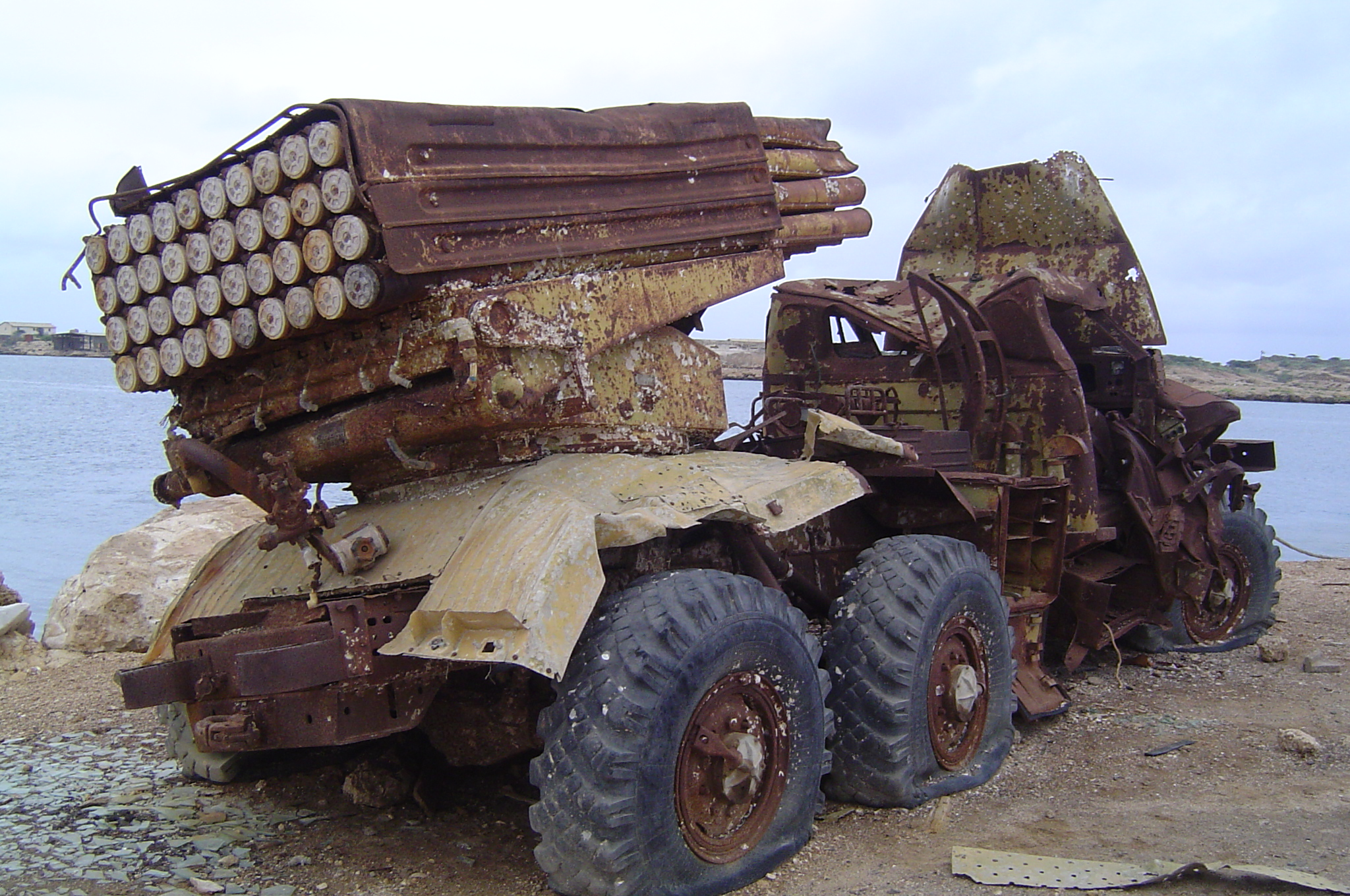
Char lance-roquettes abandonné dans l'archipel des Dahlak après la guerre entre l'Érythrée et l'Éthiopie, photographié en 2007.

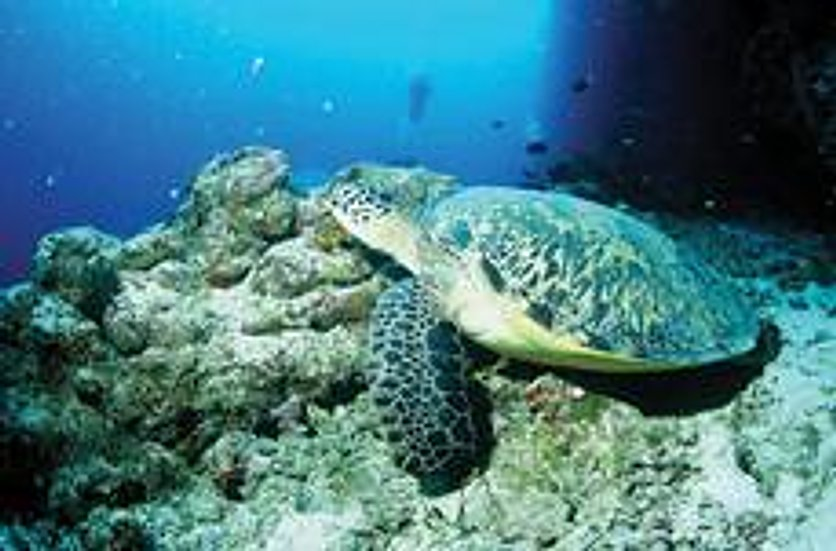
Récif corallien et tortue marine dans l'archipel des Dahlak en décembre 2005.

La population, peu nombreuse, comprend essentiellement des villages de pêcheurs sur les îlots. Quelques aires protégées ont été établies à Djibouti : les Sept Frères, Ras Syan, Khor Angar et la forêt de Godoria. En raison de la faible densité humaine, la pression sur l'environnement reste limitée malgré des problèmes locaux de surpâturage et ramassage de bois à brûler. Bien que la chasse soit interdite dans les deux pays, le braconnage des gazelles, tortues et oiseaux marins est constant et peu réprimé. Avant même l'indépendance, le Front populaire de libération de l'Érythrée, devenu le parti unique au pouvoir, a pris des mesures protectrices comme d'interdire la chasse, la coupe de bois vif, la pêche au harpon et le ramassage du corail.
Le gouvernement érythréen a établi le long de la côte plusieurs prisons pour enfermer les migrants illégaux qui tentent de quitter le pays.
L'Érythrée a développé un projet d'aquaculture en eau de mer dans le désert côtier : un canal de 5 km conduit l'eau salée à l'intérieur des terres sans interférer avec la nappe phréatique et permet d'élever des crustacés (crevette à pattes blanches, crevette blanche des Indes) et poissons (Chanos chanos) ainsi que de cultiver la salicorne. Ce projet est toutefois peu rentable à cause du faible volume de production .